# سام واتيرستون
سام واتيرستون (بالإنجليزية: Sam Waterston)‏ (و. 1940  م) هو مخرج أفلام، ومنتج أفلام، وممثل مسرحي، وممثل أفلام، وممثل تلفزي، ومؤدي أصوات أمريكي، ولد في كامبريدج، ماساتشوستس، وهو عضوٌ في الأكاديمية الأمريكية للفنون والعلوم.

## التعليم
تعلم في جامعة باريس، وجامعة ييل.

## جوائز وترشيحات
حصل على جوائز منها:
جوائز
- جائزة إيمي

ترشيحات
- جائزة الأوسكار لأفضل ممثل، عن عمل: حقول القتل (1984)
- جائزة توني لأفضل ممثل في مسرحية [الإنجليزية]‏ (1994)

ترشح لـ:
- جائزة توني لأفضل ممثل في مسرحية  [لغات أخرى]‏ (1994)
- جائزة الأوسكار لأفضل ممثل، عن عمل: حقول القتل (1984).

## وصلات خارجية
- سام واتيرستون على موقع IMDb (الإنجليزية)
- سام واتيرستون على موقع ألو سيني (الفرنسية)
- سام واتيرستون على موقع أول موفي (الإنجليزية)
- سام واتيرستون على موقع قاعدة بيانات برودواي على الإنترنت (الإنجليزية)
- سام واتيرستون على موقع قاعدة بيانات برودواي على الإنترنت (الإنجليزية)
- سام واتيرستون على موقع قاعدة بيانات الأفلام السويدية (السويدية)
- سام واتيرستون على موقع إن إن دي بي (الإنجليزية)
- سام واتيرستون على موقع قاعدة بيانات الفيلم (الإنجليزية)
- سام واتيرستون على موقع كينوبويسك (الروسية)